# Scotiabank Fan Fav Award
Scotiabank Fan Fav Award je cena každoročně udělována lednímu hokejistovi hrajícímu v kanadsko-americké lize ledního hokeje NHL, který je považován na základě hlasování fanoušků za nejoblíbenějšího hráče v sezóně NHL. Tato trofej se uděluje od sezóny 2008/2009.

## Držitelé trofeje
| Sezóna  | Hráč           | Tým               |
| ------- | -------------- | ----------------- |
| 2008–09 | Roberto Luongo | Vancouver Canucks |